# Zakum
Zakum est le principal gisement pétrolier des Émirats arabes unis. Il se situe au large d'Abou Dabi et fait partie des plus grands gisements offshore du monde, avec une production totale (passée + future) qui devrait dépasser 20 Gbbl. 
Découvert en 1965, le gisement comporte deux réservoirs : Upper et Lower. Ils sont en général comptés comme deux gisements séparés, qui ont d'ailleurs été mis en exploitation à des moments distincts : Lower a été mis en service dès 1967, tandis que l'exploitation d'Upper a démarré en 1985 et est opéré par un autre consortium. JODCO (Japan Oil Development Company Limited), ExxonMobil et ADNOC (Abu Dhabi National Oil Company) sont partenaires dans l'exploitation du gisement.
Actuellement, Upper et Lower produisent respectivement 500 et 280 kbbl/j. La production d'Upper devrait être augmentée de moitié dans les années à venir. Le pétrole extrait est de haute qualité. 
Lower fournit aussi du gaz associé.

## Sources
1. ↑  Zakum oil field « Copie archivée » (version du 6 août 2018 sur Internet Archive), Construction Industry Times International, consulté le 2006-07-12